# ایسویوکی
ایسُویُوکی (به فنلاندی: Isojoki) یک منطقهٔ مسکونی در فنلاند است که در اوستروبوتنیای جنوبی واقع شده‌است.